# BK Водолея
BK Водолея (лат. BK Aquarii) — одиночная переменная звезда в созвездии Водолея на расстоянии (вычисленном из значения параллакса) приблизительно 2242 световых лет (около 687 парсеков) от Солнца. Видимая звёздная величина звезды — от +10,1m до +9,1m.

## Характеристики
BK Водолея — красная пульсирующая полуправильная переменная звезда типа SRB (SRB) спектрального класса M5. Эффективная температура — около 3306 К.